# Szczepan Twardoch

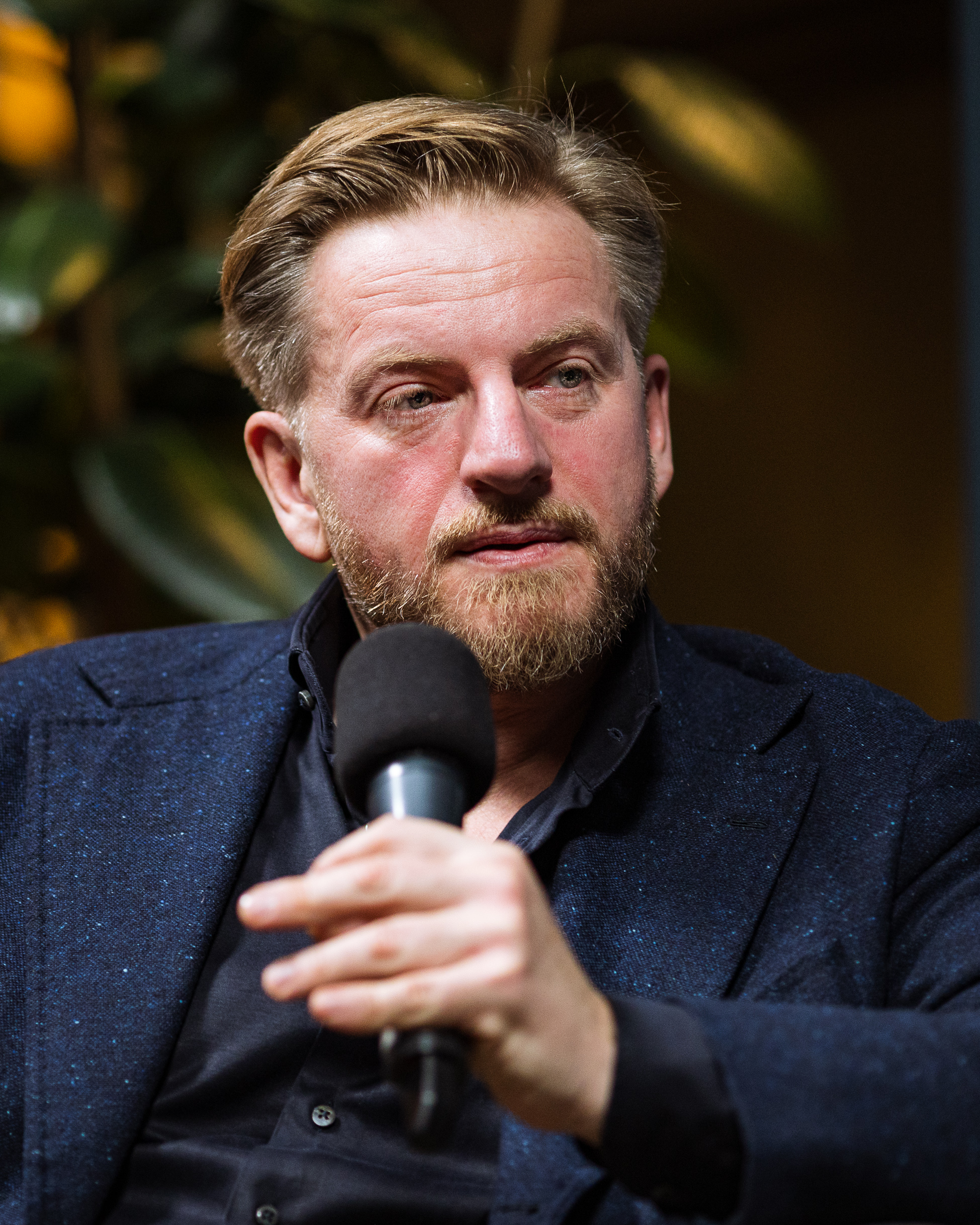
Szczepan Twardoch (2024)

Szczepan Lech Twardoch (geboren 23. Dezember 1979 in Żernica, Polen) ist ein schlesischer Schriftsteller.

## Leben
Twardochs Vorfahren sind seit 350 Jahren in Oberschlesien nachweisbar. Er selbst kam in Żernica, einer Ortschaft in der Gemeinde Pilchowice im Westen der heutigen Woiwodschaft Schlesien, zur Welt und studierte nach dem Abitur Soziologie und Philosophie an der Schlesischen Universität in Katowice.
Twardoch hat mehrere Romane veröffentlicht und erzielte mit Morfina 2012 den Durchbruch bei den polnischen Lesern. 2012 erhielt er den Literaturpreis „Paszport Polityki“, 2013 den „Nike“-Publikumspreis und 2015 den Preis der Kościelski-Stiftung. 2016 wurden sein Roman Drach und dessen Übersetzung durch Olaf Kühl mit dem Literatur- und Übersetzerpreis „Brücke Berlin“ ausgezeichnet. 2019 erhielt er den Samuel-Bogumil-Linde-Preis.
Für den im Warschau der Zwischenkriegsjahre handelnden Roman Der Boxer holte sich Twardoch bei seinen Recherchen Hilfe bei der Jiddisch-Expertin Ewa Geller. Er sei „eine Art Tarantino der polnischen Geschichtsschreibung“, schrieb Katharina Teutsch in einer Besprechung seines Romans Das schwarze Königreich von 2020. „Das, was alle Bücher Twardochs so brillant inszenieren, ist der ewige Widerspruch zwischen dem ideologischen Überbau und dem verstrickten Einzelschicksal.“
Twardoch verfasste Libretti für eine Trilogie des schlesischen Komponisten Aleksander Nowak.
Twardoch zählt sich zur Minderheit der polnischen Schlesier und pflegt in seiner Familie die schlesische Sprache. Der Roman Drach ist 2018 von Grzegorz Kulik in das Oberschlesische übersetzt worden. Er ist verheiratet, hat zwei Söhne und wohnt in Pilchowice sowie eine Woche im Monat in seiner Zweitwohnung in Warschau. Laut der taz ist er „der bekannteste zeitgenössische Schriftsteller seines Landes“. Seine Popularität in Polen verdankt er auch der Tatsache, dass er das Gesicht einer Mercedes-Benz-Werbekampagne war.

## Werke (Auswahl)
- Null, Warschau: Wydawnictwo Marginesy, 2025.
  - Die Nulllinie, Übersetzung Olaf Kühl. Berlin: Rowohlt 2025, ISBN 978-3-7371-0209-4.
- Chołod. Krakau: Wydawnictwo Literackie 2022.
  - Kälte. Roman. Übersetzung Olaf Kühl. Berlin: Rowohlt 2024, ISBN 978-3-7371-0188-2.
- Pokora. Krakau: Wydawnictwo Literackie 2020.
  - Demut. Roman. Übersetzung Olaf Kühl. Berlin: Rowohlt 2022, ISBN 978-3-7371-0121-9.
- Królestwo. Krakau: Wydawnictwo Literackie 2018.
  - Das schwarze Königreich. Roman. Übersetzung Olaf Kühl. Berlin: Rowohlt 2020, ISBN 978-3-7371-0073-1.
- Jak nie zostałem poetą, Wydawnictwo Literackie, 2019.
- Król. Krakau: Wydawnictwo Literackie 2017.
  - Der Boxer. Roman. Übersetzung Olaf Kühl. Berlin: Rowohlt 2018, ISBN 978-3-73-710008-3.
- Lepiej byś tam umarł. Gespräch mit Mamed Khalidov. W.A.B., 2017
- Wieloryby i ćmy. Krakau: Wydawnictwo Literackie 2015.
  - Wale und Nachtfalter. Tagebuch vom Leben und Reisen. Übersetzung Olaf Kühl. Berlin: Rowohlt 2019, ISBN 978-3-7371-0066-3.
- Drach. Krakau: Wydawnictwo Literackie 2014.
  - Drach. Roman. Übersetzung Olaf Kühl. Berlin: Rowohlt 2016, ISBN 978-3-87-134822-8.[11]
- Morfina. Krakau: Wydawnictwo Literackie, 2012.
  - Morphin. Roman. Übersetzung Olaf Kühl. Berlin: Rowohlt 2014, ISBN 978-3-49-923825-3.[12]
- Tak jest dobrze. Warschau: Powergraph, 2011.
- Wieczny Grunwald, powieść zza końca czasów. Warschau: Narodowe Centrum Kultury, 2010.
- Epifania wikarego Trzaski. Breslau: Wydawnictwo Dolnośląskie, 2007.